# .green
.green是一個互聯網通用頂級域，創建於2014年，可供倡導綠色經濟和環境可持續發展的企業、個人和環保組織使用。
2015年，.green域名開放注冊。